# سيمون كليمنتس
سيمون كليمنتس (29 أبريل 1956 في المملكة المتحدة - ) (بالإنجليزية: Simon Clements)‏ هو لاعب كريكت بريطاني. لعب مع British Universities cricket team ‏ والمقاطعات الوطنية للكريكيت الإنجليزي والويلزي ‏ وSuffolk County Cricket Club ‏ ونادي الكريكت في جامعة أكسفورد ‏.

## وصلات خارجية
- سيمون كليمنتس على موقع إي آس بي آن كريك إنفو (الإنجليزية)